# Portale del duomo di Salò
Il portale del duomo di Salò è un complesso scultoreo in marmo di Gasparo Cairano e Antonio Mangiacavalli, eseguito tra il 1506 e il 1508 e conservato in facciata alla chiesa principale di Salò, in provincia di Brescia.

## Storia
Il portale del duomo salodiano rappresenta l'opera più riccamente documentata del catalogo di Gasparo Cairano, grazie all'esistenza di numerose carte che ne testimoniano la realizzazione fin dalle fasi preliminari. Il 29 marzo 1506 il Consiglio Generale di Salò decreta che fosse realizzato un portale per la "ecclesia plebis salodi", nominando alcune figure che avrebbero dovuto reperire maestri all'altezza del compito. Nove giorni prima, oltretutto, il massaro della Fabbrica Bartolomeo Bonfaldini aveva recepito un compenso "per l'andata mia a Verona per tor el desegno de la porta", poi evidentemente discusso e approvato dal Consiglio, consegnando una lira e dieci soldi "al maestro che lo desegniò". Cinque mesi dopo, il 10 agosto 1506, sono registrati i primi pagamenti a Gasparo Cairano e al suo collaboratore, "Antonio da Como", seguiti da un nuovo saldo il 10 settembre.
Nel 1507 sono registrati altri pagamenti, ma solo ad Antonio, tanto che il Cairano non figura in alcun documento salodiano di quell'anno. È praticamente certo, tuttavia, che Antonio riscuotesse anche per lui, per varie ragioni: prima di tutto, i compensi del 1507 sono molto maggiori di tutti gli altri conferiti ad Antonio durante il resto del cantiere, inoltre Gasparo non si era certo allontanato dall'impresa, dato che è ancora registrato nel 1508 con altri compensi, in particolare quello conclusivo in cui si specifica che l'opera è stata realizzata da entrambi gli scultori. Gasparo Cairano, nel 1507, aveva infatti tutte le ragioni per seguire poco la commissione di Salò, essendo impegnato nell'arca di sant'Apollonio, nel portale dello scalone di palazzo della Loggia e, forse, anche negli Apostoli per la chiesa di San Pietro in Oliveto.
Il 9 giugno 1508, un "lavorento de la porta" di nome Domenico riceve un pagamento da corrispondere al Cairano, mentre il 1º luglio il Maestro torna personalmente a Salò, dove riceve un altro compenso. Il 12 agosto è registrato un ultimo pagamento a entrambi gli scultori, dove viene sancita la conclusione dell'opera eseguita in concordato tra i due (il compenso di cui si parlava poco fa), mentre il giorno successivo il Consiglio municipale delibera che il nuovo portale venga collaudato. Le vicende salodiane dello scultore, però, non erano ancora terminate. L'8 novembre dello stesso anno 1508, Gasparo Cairano riceve un compenso per una generica "zonta", un'aggiunta al portale. Da questo momento in poi, i ruoli precedentemente assunti dai due scultori sembrano invertirsi: Antonio non risulta più citato fino all'anno successivo, mentre è Gasparo a farsi carico della "zonta" con l'ausilio del maestro "Zoane Francesco", già documentato collaboratore di Antonio dai saldi degli anni precedenti.
L'ultimo documento salodiano è il saldo del 2 gennaio 1509, in cui Gasparo e Antonio ricevono gli ultimi pagamenti per la "zonta", concludendo definitivamente l'opera. Probabilmente all'inizio del 1509 risale anche il pagamento per l'acquisto di rame "per far doi ale et una croce et razi" (per fare due ali, una croce e dei raggi) specificatamente per le "figure de la porta de la gesia". Le due ali sono evidentemente quelle dell'Angelo annunciante, ancora esistenti, il quale tra l'altro regge un giglio in rame non documentato dal suddetto pagamento. La croce e i raggi dovevano adornare le figure del San Giovanni Battista e del Padre Eterno, tuttavia non ne rimane traccia. Ancora nel maggio 1509 viene pagato il pittore Giovanni da Desenzano, forse identificato in Giovanni Marinoni di Desenzano al Serio, per la doratura di alcune parti architettoniche del portale e, forse, anche per la rifinitura policroma delle statue. Anche di questi interventi, però, non rimane oggi traccia.

## Descrizione

La facciata del duomo

Il portale, di proporzioni considerevoli, è risolto secondo marcati connotati architettonici, con due colonne libere binate per parte su un basso basamento ornato da un medaglione liscio, reggenti una compiuta trabeazione sulla quale si imposta una lunetta inquadrata da due basse lesene molto semplici. Nella lunetta, che presenta inoltre un'iscrizione dedicatoria lungo il profilo, sono collocate le statue a mezzobusto di San Giovanni Battista e San Paolo, mentre ai lati, davanti alle lesene che chiudono la lunetta e in linea con le colonne binate sottostanti, sono posti l'Angelo annunciante a sinistra e la Vergine annunciata a destra. Nei pennacchi dell'arco vi sono inoltre due tondi con i rilievi dei profeti Geremia e Zaccaria. Corona il portale un frontone triangolare dal profilo ornato, impostato su una seconda trabeazione, al cui interno si trova il rilievo con il Padre Eterno.

## Stile
Il progetto architettonico del portale deve essere assegnato, molto probabilmente, allo stesso Gasparo Cairano, e deve essere fatto verosimilmente corrispondere a quello che il massaro Bonfaldini, all'origine della commissione, reperì a Verona per portarlo all'attenzione del Consiglio salodiano. Questo non meglio specificato portale è stato forse identificato per la prima volta, da Monica Ibsen nel 1999, nel portale del vescovato di Verona, compiuto nel 1502. La studiosa, a tal proposito, ha anche ipotizzato che, essendo il portale veronese stato finanziato dal vescovo di quella città ma seguito nella commissione dal bresciano Mattia Ugoni, quest'ultimo possa essersi rivolto al più famoso artista in patria per l'esecuzione, ossia Gasparo Cairano. Inoltre, non è limitativo il fatto che il disegno reperito a Verona dal Bonfaldini fosse stato eseguito e ritirato in quella città, pagandone addirittura l'autore, poiché esso doveva essere un semplice disegno indicativo, e non un vero progetto, anche perché, come riferisce chiaramente il verbale della riunione, all'epoca non era stato ancora preso alcun contatto con alcun scultore, del quale si era appunto alla ricerca. Il progetto ambizioso, non a caso, trovò la paternità nei due scultori bresciani più famosi e in voga del momento, appena celebrati dagli scritti di Pomponio Gaurico e del Vosonio. L'eventuale coinvolgimento del Cairano da parte di Mattia Ugoni, inoltre, poteva aver avuto almeno un precedente nella carriera dell'artista, come congetturato da Vito Zani nel 2010, per le vicende all'origine della commissione dell'altare di san Girolamo nella chiesa di San Francesco d'Assisi a Brescia.
A proposito dell'identità di "Antonio da Como", infatti, si segnala come, quando il Mucchi rese noti i documenti sul portale salodiano nel 1932, questi lo identificò in Antonio della Porta, collega e concorrente di Gasparo a Brescia, trovando in seguito consenso critico. Nel 2008, tuttavia, la revisione pressoché integrale del panorama della scultura rinascimentale bresciana condotta da Vito Zani in una serie di studi a partire dal 2001, e culminati nel 2010 con la pubblicazione della prima monografia su Gasparo Cairano, hanno portato lo studioso a identificare correttamente in Antonio Mangiacavalli il collaboratore del Cairano a Salò, soprattutto sulla base del confronto con la Madonna col Bambino anticamente sul portale della parrocchiale di Carzago, il quale è opera specificatamente di "Antonio Magnocaballo". Nel 2010, comunque, sempre lo Zani fa notare come la goffaggine della Vergine annunciata di Salò basterebbe da sola a perlomeno invalidare la precedente attribuzione al Della Porta.
Volendo pertanto suddividere, ragionando su basi stilistiche, la paternità delle sculture sul portale salodiano, si devono necessariamente riferire alla maestria espressiva di Gasparo Cairano le figure della lunetta e del timpano, ossia San Giovanni Battista, San Paolo e il Padre Eterno. I due santi, in particolare, rappresentano i manufatti più pregevoli dell'intero apparato, dove l'uso accurato del trapano accentua gli effetti del chiaroscuro e completa la forte carica espressiva dei volti. Al Mangiacavalli, invece, spetta evidentemente la più goffa Vergine annunciata. L'Angelo annunciante e i due tondi con Geremia e Zaccaria sembrano invece opere di collaborazione, denotate da caratteri riferibili a entrambi gli artisti.
Vale inoltre la pena chiedersi in cosa consistette la "zonta" deliberata dal Consiglio municipale di Salò subito dopo la conclusione del portale nel novembre del 1508, un vero e proprio ripensamento, che Gasparo Cairano e collaboratori risolsero nel giro di due mesi. Può darsi che si trattò di qualcuna tra le figure, soprattutto la coppia dell'Angelo annunciante e della Vergine annunciata, ma molto probabilmente riguardò il frontone di coronamento, molto simile a quello eseguito dall'artista per il portale dello scalone di palazzo della Loggia, non a caso immediatamente precedente.
È inoltre doveroso sottolineare come nell'impresa di Salò emerga un rapporto di collaborazione decisamente complesso tra Gasparo e il Mangiacavalli, all'apparenza molto stretto e con la condivisione di collaboratori, diretti dall'uno o dall'altro a seconda di chi era presente in cantiere. Notare, inoltre, come questi fenomeni di collaborazione, già verificatisi nel cantiere della chiesa di San Pietro in Oliveto, probabilmente con i Sanmicheli, siano emblematici di un'attività artistica del Cairano sempre più frenetica e variata, causata da una pioggia di commissioni pubbliche e private, tutte di alto livello, guadagnate nel primo decennio del XVI secolo una volta conclusi i lavori per il palazzo della Loggia.